# 오두철
오두철(1985년 4월 25일 ~)은 KIA 타이거즈의 전 야구 선수다.

## 출신 학교
- 제주남초등학교
- 제주제일중학교
- 교토국제고등학교
- 오사카판남대학교

## 등번호
- 116 (2014)
- 44 (2015)
- 06 (2016)

## 같이 보기
- 2014년 KIA 타이거즈 시즌